# Perda de livros na antiguidade tardia

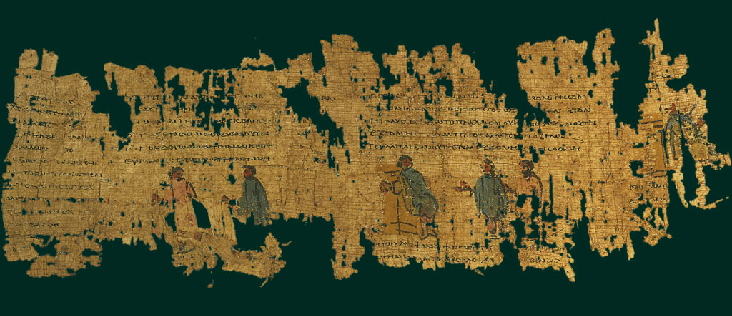
Papiro fragmentado.

Muito da herança cultural da Antiguidade Clássica foi perdida devido a perda de livros na antiguidade tardia, onde no ocidente foi entre o final do 3º e 6º D.C. Grande parte da literatura Grega e Latina foi perdida durante esse período e apenas um pequeno número de trabalhos sobreviveram até a idade moderna. Muitos desses trabalhos estão disponíveis em cópias medievais, enquanto sabemos que pouquíssimos documentos da antiguidade sobreviveram, até as recentes descobertas de papiros e pergaminhos. As cópias descobertas de palimpsesto de um número significante de textos clássicos tem sido estudadas desde o século XIX.
Entre as causas da perda de livros da antiguidade tardia, há evidência da aniquilação sistemática de escrituras Cristãs na perseguição aos cristãos, como também das escrituras pagãs durante a Cristianização do Império Romano. As mudanças na mídia também foram uma barreira adicional na transmissão de textos clássicos. A tradição desses trabalhos acabava quando eles não eram transcritos e assim saiam do canon.
No Latim Ocidental, uma elite rica e educada preservou um tanto da herança literária da antiguidade. Este ciclo incluiu Cassiodoro, que fundou uma gráfica no Monastério de Vivário.